# Jikradia melanota
Jikradia melanota är en insektsart. Jikradia melanota ingår i släktet Jikradia och familjen dvärgstritar. Utöver nominatformen finns också underarten J. m. galapagoensis.